# Herb powiatu janowskiego
Herb powiatu janowskiego – jeden z symboli powiatu janowskiego, autorstwa Krzysztofa Skupieńskiego, ustanowiony 3 grudnia 2004.

## Wygląd i symbolika
Herb przedstawia na tarczy w polu zielonym głowę jelenia srebrną z koroną złotą na szyi (symbol województwa lubelskiego) ponad złotym godłem herbu Jelita.